# Den ljusnande framtid
Pour plus de détails, voir Fiche technique et Distribution.
Den ljusnande framtid est un film suédois réalisé par Gustaf Molander, sorti en 1941.

## Fiche technique
- Titre : Den ljusnande framtid
- Réalisation : Gustaf Molander
- Scénario : Gustaf Molander et Gösta Stevens
- Photographie : Julius Jaenzon
- Montage : Oscar Rosander
- Musique : Gunnar Johansson (en)
- Pays d'origine : Suède
- Format : Noir et blanc - 1,37:1 - Mono
- Genre : drame
- Durée : 92 minutes
- Date de sortie : 1941

## Distribution
- Signe Hasso : Birgit Norén
- Ernst Eklund : Helge Dahlberg
- Erik Berglund (en) : Gurkan Olsson
- Eric Abrahamsson (en) : Norrman
- Alf Kjellin : Åke Dahlberg
- Rose-Mari Molander : Inga
- Eva Henning : Gun Ullman
- George Fant : Tage Lovander
- Gull Natorp (en) : Mme Norrman
- Carl Ström (en) : Inspecteur de police
- Willy Peters (en) : Borg
- John Botvid (en) : Jansson
- Stig Olin : Bertil Bergström